# Willis Forko
Willis Forko (Monrovia, 12 novembre 1983 – Houston, 9 novembre 2021) è stato un calciatore liberiano naturalizzato statunitense, che giocava come difensore.

## Carriera

### Club
Nonostante sia nato in Liberia, Forko e la sua famiglia si sono trasferiti a Houston, in Texas, quando aveva ancora tre anni. Ha iniziato la carriera calcistica collegiale nel 2002, all'Università della South Carolina. Vi ha giocato una sola stagione, prima di trasferirsi all'Università del Connecticut. Alla UConn è stato impiegato in sessantacinque incontri, siglando tre reti e fornendo quindici assist, venendo poi nominato per due volte nel Terzo team della Costa-Est.
È stato selezionato come quattordicesima scelta nel secondo turno del Draft supplementare della Major League Soccer per il 2006 dal Real Salt Lake. Successivamente, ha avuto una breve esperienza con i canadesi dei Vancouver Whitecaps.
Il 24 marzo 2008, è stato reso noto il suo passaggio in Norvegia, al Bodø/Glimt. Nel 2010, è stato ingaggiato dai Vancouver Whitecaps, che l'hanno poi svincolato a fine stagione.
Suo fratello maggiore, di nome Sam, ha giocato nel 2003 nei New York MetroStars.

### Nazionale
Forko ha esordito nella Liberia il 6 settembre 2008, nel match valido per le qualificazioni al campionato del mondo 2010 contro il Gambia: il debutto è però coinciso con una sconfitta per tre a zero della sua Nazionale.

## Palmarès

### Club

#### Competizioni nazionali
- United Soccer Leagues First Division: 1

Van. Whitecaps: 2008